# آیروکلند کلاس آرکانساس
آیروکلند کلاس آرکانساس (به انگلیسی: Arkansas-class ironclad) یک کلاس از کشتی است که طول آن ۱۶۵ فوت (۵۰ متر) می‌باشد. این کلاس از کشتی در سال ۱۸۶۲ ساخته شد.